# トト・ランデロ
トト・ランデロ（Toto Landero、1995年10月20日 - 2022年7月4日）は、フィリピンの元プロボクサー。西ネグロス州ポンテヴェドラ出身。

## 来歴
2018年3月6日、チョンブリー県でWBA世界ミニマム級王者のノックアウト・CPフレッシュマートと対戦し、12回0-3（109-119、111-117、113-115）の判定負けを喫し王座を獲得出来なかった。
2018年7月22日、ウムタタのウォルター・シスル大学でIBO世界ミニマム級王者のシンピウェ・コンコと対戦し、12回0-3（2者が112-116、112-117）の判定負けを喫し王座を獲得出来なかった。
2021年4月4日、ジャカルタのバライ・サルビニ・コンベンション・ホールでティボ・モナベサとWBCインターナショナルライトフライ級王座決定戦を行い、12回0-3（112-116、113-115、111-117）の判定負けを喫し王座を獲得出来なかった。
2021年7月16日、OPBF東洋太平洋ミニマム級王座決定戦を3年前に対戦しているメルビン・ジェルサレムと行い、12回0-3（93-97、2者が92-98）の判定負けを喫し王座を獲得出来なかった。
2022年7月4日、故郷ポンテヴェドラで大雨の中増水したタブラ川を泳いで移動中に流され行方不明となり2日後に発見されたがそのまま死亡が確認された。26歳没。